# Lesja Station
Lesja Station (Lesja stasjon) er en jernbanestation, der ligger i den centrale del af Lesja kommune på Raumabanen i Norge. Stationen består af to spor med en perron samt en stationsbygning med ventesal, pakhus og en mindre bygning, der alle er opført i brunmalet træ.
Stationen blev åbnet sammen med den første del af banen fra Dombås til Bjorli 19. november 1921, tre år før færdiggørelsen af resten. Stationsbygningen blev opført i 1920 efter tegninger af Gudmund Hoel og Bjarne Friis Baastad ved NSB Arkitektkontor.